# Gymnasium Ursulaschule
Das Gymnasium Ursulaschule, auch als Ursulaschule Osnabrück bekannt, ist ein staatlich anerkanntes, privates, katholisches Gymnasium in Osnabrück und ist in der Trägerschaft der Schulstiftung im Bistum Osnabrück für Schüler der Klassen 5 bis 13. Das Gymnasium befindet sich in der Nähe des Doms in der Osnabrücker Innenstadt und liegt an der Hase. Namenspatronin ist die Heilige Ursula.

## Geschichte
Das Gymnasium Ursulaschule wurde am 2. Oktober 1865 gegründet. Drei Schwestern des Ursulinen-Mutterhauses in Dorsten unterrichteten ab diesem Zeitpunkt auf Wunsch des damaligen Bischofs Paulus Melchers in drei Klassenräumen insgesamt 34 Schülerinnen. Die Schule überstand Anfeindungen durch Bismarcks Kulturkampfpolitik in den Jahren nach 1875, die Verfolgungen durch die Gestapo in der Zeit des Nationalsozialismus und die erheblichen Zerstörungen durch einen alliierten Bombenangriff im Jahre 1945. Die Ursulaschule war ursprünglich eine Mädchenschule; im Jahr 1984 machte der erste gemischte Jahrgang Abitur. Neben den Ursulinen gab es als weiteren Wegbereiter die Franziskaner, die mit dem Schuljahr 1978/1979 die Verantwortung an der Ursulaschule übernahmen, bis sie im Jahr 2000 aus dem aktiven Schuldienst ausschieden. Prägender Schulleiter war von 1982 bis 1999 der Franziskanerpater Werinhard Einhorn (1934–2013), der die franziskanischen Leitlinien an die Schule brachte; vor allem seinem Einsatz ist es zu verdanken, dass 1991 die Ursulaschule nicht – wie vom Osnabrücker Bischof Ludwig Averkamp beabsichtigt – geschlossen worden ist. Alle sechs Jahre macht die Schule mit den Jahrgängen 6-13 einen Ausflug nach Rom beziehungsweise Assisi auf den Spuren des heiligen Franziskus.

## Katholische Privatschule
Die Schule ist zwar staatlich anerkannt, unterliegt jedoch dem Bistum Osnabrück. Deshalb steht sie dem Bischof auch sehr nahe, welcher der Schule Solarzellen spendete, weil die Schüler an seinem 60. Geburtstag für ihn sangen. Regelmäßig werden Gottesdienste gefeiert, jeden Morgen wird zu Beginn der ersten Schulstunde in den Klassen oder Kursen gebetet und in der Adventszeit gibt es einen Morgenimpuls. Es gibt auch ein monatliches Schulgeld. Die Erziehungsberechtigten zahlen für das erste Kind, das diese Schule besucht, 45 Euro, für das zweite 22,50 Euro und für das dritte 11,25 Euro. Für weitere Kinder ist keine Gebühr mehr zu entrichten. Somit liegt der Höchstbetrag des Schulgeldes bei 78,75 Euro (Schüler, deren Erziehungsberechtigten diese Beträge nicht aufbringen können, werden vom Schulgeld befreit oder zahlen ein ermäßigtes Schulgeld). Das Bistum kündete an, das Schulgeld am 1. August 2021 um 20 Prozent zu erhöhen.

## Soziales
Die Schule hat seit 2010 eine Partnerschule in Kenia, die unter anderem mit Finanzmitteln, der Anschaffung von Büchern, dem Bau mehrerer Warmwasser-Duschen und der Partnerschaft von zwei AIDS-Waisen unterstützt wird. Ein im Jahr 2014 geplanter Besuch der Kenia-AG wurde aufgrund von Sicherheitsbedenken abgesagt.

## Berufsorientierung
Die Ursulaschule bietet ihren Schülern in der Oberstufe eine Berufsorientierung an. Hierbei werden folgende Punkte berücksichtigt:
- Individuelle Berufsberatung durch die Agentur für Arbeit in der Schule
- Unterrichtsreihe „Bewerben und Vorstellen“ in der Jahrgangsstufe 9
- Betriebserkundungen in den Jahrgängen 10 und 11 in Zusammenarbeit mit über 20 Unternehmen
- Praktikum in der Jahrgangsstufe 10
- soziales Praktikum in der Jahrgangsstufe 11
- Unterrichtsreihe im Fach Politik zur Berufs- und Arbeitswelt in der Jahrgangsstufe 10 mit begleitendem Besuch im Berufsinformationszentrum (BIZ)
- Zusammenarbeit mit dem Fachbereich Arbeitspsychologie der Universität Osnabrück; unter anderem mit dem Angebot eines Coaching in Gruppen- oder Einzelarbeit zur Identitäts- und Berufsfindung
- Seminar „Faszination Zukunft“ in der Jahrgangsstufe 11 in Zusammenarbeit mit dem Freundeskreis der Ursulaschule (ehemalige Schüler)
- Präsentation der Universität Twente

## Schülervertretung
Die Schülervertretung (SV) der Ursulaschule besteht aus 15 Schülern der Jahrgänge 5–12 und 1–2 betreuenden Lehrern. Hinzu kommen die Schüler, die die Schülerschaft in den Fachkonferenzen vertreten. Es gibt zwei Schulsprecher. Die Schülervertretung bemüht sich, die Interessen der Schülerschaft gegenüber den Lehrern und der Schulleitung zu vertreten und versucht mit Aktionen den Schulalltag aufzulockern.

## Persönlichkeiten
- Martin Sonneborn[11] (Abitur 1984,[12] Vorsitzender der Partei Die PARTEI und Mitherausgeber des Satiremagazins Titanic)
- Matthias Seestern-Pauly (Von 2014 bis 2017 Lehrer an der Ursulaschule, wurde bei der Bundestagswahl 2017 in den Deutschen Bundestag gewählt)
- Christiane Hölscher (Abitur 1990, Präsidentin des Amtsgerichts Osnabrück)[13]